# Touca

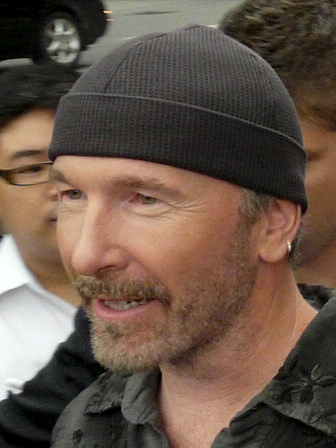
The Edge guitarrista do U2, com sua típica touca.

A touca, também conhecido como gorro, é uma espécie de vestimenta desenvolvida para cobrir o couro cabeludo, geralmente desenvolvida com materiais que mantenham aquecido o couro, como lã, nylon e algodão. É uma proteção contra o frio, utilizado em diversas áreas como esportiva, militar e lazer. As toucas podem variar em seu tamanho, comprimento e desenho, alguma com protetores na orelha, ou com abas e pompom. Generalizando, o termo touca serve para designar o produto para qualquer outra aplicação como as toucas para natação touca térmica.

## História
O precursor do que chamamos hoje de touca, é derivado do gorro. Na Europa dos séculos XII e XIII, as mulheres confecionavam toucas com materiais de algodão, seda e outros materiais de veludos em geral com propósitos de proteção contra o frio. No século XVI, as toucas de brim eram populares entre homens e mulheres. Já no século XIX, uma variedade de aplicações já era suportada pelas toucas, tanto no campo esportivo, militar ou moda.